# Huntington's Disease Society of America
Huntington's Disease Society of America é uma organização sem fins lucrativos com o objetivo de achar uma cura para a Doença de Huntington. A Doença de Huntington é uma doença degenerativa incurável do sistema nervoso que afeta os movimentos, os pensamentos e alguns aspectos da personalidade. A doença é transmitida geneticamente. Os membros da sociedade desempenham ajuda e suporte para os pacientes e familiares afetados pela doença. A organização tem disponíveis mais de 40 cientístas de pesquisa e 17 laboratórios para a doença. A partir da organização tem-se feito testes para o diagnóstico precoce da doença. A empresa também proporciona garantias para doadores de fundos locais.
A organização foi fundada em 1967 como o Comitê de Combate à Doença de Huntington, por Marjorie Guthrie, cujo ex-marido, o cantor e compositor folk Woody Guthrie, faleceu nesse mesmo ano devido à doença.